# Peter Weidhaas
Peter Weidhaas (Berlim, 25 de fevereiro de 1938) é um escritor, livreiro e administrador alemão, durante muitos anos responsável pela Feira do Livro de Frankfurt (de 1975 a 2000) e um importante divulgador na Europa das literaturas africana, asiática e latino-americana.

## Biografia
Antes de ser o diretor da maior feira de livros do mundo, Weidhaas andou pela Europa trabalhando como livreiro; morou e estudou na Dinamarca, trabalhou como editor da Thieme-Verlag, em Stuttgart.
A partir de 1968 foi o responsável, à frente da Booksellers Association of Trade German Book, pela divulgação dos autores alemães pelo mundo, organizando exposições em vários países.
Em 1975 tornou-se diretor da Feira do Livro de Frankfurt e já no ano seguinte, confrontando as ditaduras que dominavam a América Latina no período, centrou a exibição daquele seu primeiro ano à frente da secular exposição nos autores latino-americanos exilados ou mesmo preso em seu país.
Em 1980 fundou a Sociedade para a Promoção da Literatura da África, Ásia e América Latina, com intuito de divulgar no continente europeu a produção de autores dessas regiões do globo.

### Sobre o autor
- 書展邊緣的獨行: 法蘭克福書展前主席衛浩世回歸自我之旅 · Peter Weidhaas: Nachrichten aus dem Off (ISBN 9789866841231 (nesta biografia publicada em Taiwan é narrada sua amizade com o escritor brasileiro Jorge Amado, além de outros expoentes mundiais.